# Samsung Galaxy S7
Pour les articles homonymes, voir S7.

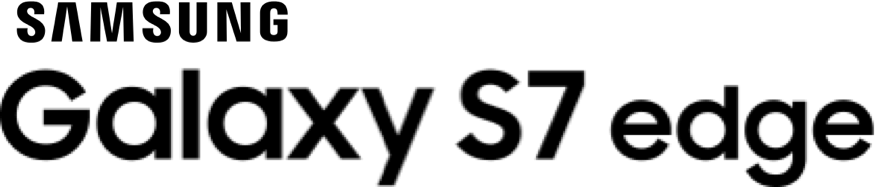
Logo du Samsung Galaxy S7 Edge.

Les Samsung Galaxy S7, Galaxy S7 Edge et Galaxy S7 Active sont trois smartphones haut de gamme du constructeur sud-coréen Samsung annoncés en février 2016 lors du Mobile World Congress. Ils sont sortis le 11 mars 2016 (en Europe notamment). Ils font partie de la gamme Galaxy S.

## Caractéristiques
Le S7 se décline en six coloris : noir, blanc, argent, or, rose et black pearl. Un septième coloris, le bleu corail sort en décembre 2016 pour le S7 Edge, après l'arrêt du Samsung Galaxy Note 7 qui était fourni avec cette teinte.
Les principales différences avec son prédécesseur, le Galaxy S6, sont la certification IP68 (étanchéité), le retour d'un lecteur de carte microSD et plus d'autonomie avec une batterie de 3 000 mAh pour le S7 et 3 600 mAh pour le S7 Edge (compatibles avec la charge par induction électromagnétique (sans fil, norme Qi)).
Le Galaxy S7 fait 22 g de plus et dispose de 400 mAh de plus que le S4 de 5,0 pouces sorti en avril 2013. À noter que les processeurs sont différents :
- Pour les États-Unis, Le S7 et S7 Edge sont dotés du Snapdragon 820 de Qualcomm ;
- Pour l'Asie de l'Ouest, c'est l'Exynos G930FD ;
- dans le reste du monde, l'Exynos 8890.

Son système d'exploitation est Android 6.0.1 Marshmallow pouvant être mise a jour avec Android 7.0 Nougat et Android 8.0 Oreo avec la surcouche TouchWiz Nature UX 6.0. 
Pour la photo, sont présents un capteur de 12 mégapixels à l'arrière avec un grand angle et un Dual Pixel de 5 mégapixels à l'avant.

## Apparence

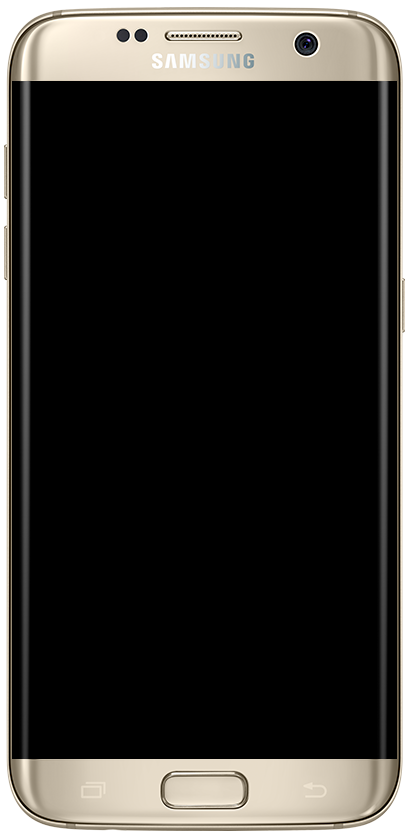
Samsung S7 Edge.

Le Samsung Galaxy S7 se décline également comme son prédécesseur en version Edge (écran incurvé sur les bords de l'appareil).

## Photographie

### Passage de 16 à 12 mégapixels
Samsung a fait un choix différent de celui de ses concurrents, qui font chaque année la course au pixels, en utilisant un capteur photo de « seulement » 12 Mpx dans son « fer de lance » le Galaxy S7 et sa variante le S7 edge (au lieu de 16 Mpx pour les S6 edge et S6 edge plus).

### Pixels, photosites et lumière
Les nouveaux smartphones de Samsung embarquent un capteur photo avec des photosites de 1,4 micromètre contre 1,14 pour la génération précédente ce qui doit améliorer les clichés en basse luminosité, notamment la nuit.

## Autonomie
Lorsque l'appareil est mis à jour vers Android Nougat, le S7 perd 9,4 % d'autonomie, tandis que le S7 Edge en perd 8,1 %.

## Popularité
Il est le smartphone le plus utilisé au monde en septembre 2017.